# Клоувер (Вірджинія)
Клоувер — переписна місцевість в окрузі Галіфакс, Вірджинія, США. За даними перепису населення 2010 року, у місцевості проживало 438 осіб (2010).
З 1895 по 1998 Клоувер був включеним містечком, після чого йому повернули статус невключеної території. Клоувер був місцем, у якому діяла одна зі шкіл Роузенвальда, призначених для навчання афроамериканських дітей.
Блек-Волнат, історичний плантаційний будинок та, водночас, ферма, розташована біля Клоувера, 1991 року потрапила до національного реєстру історичних місць США.

## Географія
Клоувер розташований за координатами 36°50′5″ пн. ш. 78°43′41″ зх. д. / 36.83472° пн. ш. 78.72806° зх. д. (36.834812, -78.727974).  За даними Бюро перепису населення США в 2010 році переписна місцевість мала площу 18,18 км², з яких 18,16 км² — суходіл та 0,02 км² — водойми.

## Демографія
Згідно з переписом 2010 року, у переписній місцевості мешкало 438 осіб у 178 домогосподарствах у складі 117 родин. Густота населення становила 24 особи/км².  Було 226 помешкань (12/км²).
Расовий склад населення:
| - 53,2 % — білих - 45,0 % — чорних або афроамериканців - 0,2 % — корінних американців - 0,2 % — азіатів |

До двох чи більше рас належало 1,1 %. Частка іспаномовних становила 1,6 % від усіх жителів.
За віковим діапазоном населення розподілялося таким чином: 25,6 % — особи молодші 18 років, 56,4 % — особи у віці 18—64 років, 18,0 % — особи у віці 65 років та старші. Медіана віку мешканця становила 41,3 року. На 100 осіб жіночої статі у переписній місцевості припадало 89,6 чоловіків;  на 100 жінок у віці від 18 років та старших — 83,1 чоловіків також старших 18 років.
Середній дохід на одне домашнє господарство  становив 26 926 доларів США (медіана — 21 159), а середній дохід на одну сім'ю — 48 489 доларів (медіана — 46 759). За межею бідності перебувало 16,2 % осіб, у тому числі 0,0 % дітей у віці до 18 років та 33,6 % осіб у віці 65 років та старших.
Цивільне працевлаштоване населення становило 183 особи. Основні галузі зайнятості: освіта, охорона здоров'я та соціальна допомога — 32,2 %, будівництво — 29,5 %, роздрібна торгівля — 14,8 %, інформація — 11,5 %.

## Відомі люди
- Джеймс Стівен Грайлз (нар. 1947) — колишній Помічник Міністра внутрішніх справ США в адміністрації Джорджа Вокера Буша (2001—2004), лобіст вугільної промисловості, втягнутий у скандал навколо Джека Абрамоффа.[7]
- Генрієтта Лакс (1920—1951) — джерело лінії «безсмертних» клітин HeLa,[8] героїня книги Безсмертне життя Генрієтти Лакс, написаної 2010 року Ребеккою Склут у жанрі нон-фікшн.
- Віллі Ланієр (нар. 1945) — американський футболіст із Pro Football Hall of Fame, лайнбекер команди Канзас-Сіті Чифс.